# Rochessauve
Rochessauve är en kommun i departementet Ardèche i regionen Auvergne-Rhône-Alpes i sydöstra Frankrike. Kommunen ligger  i kantonen Chomérac som ligger i arrondissementet Privas. År 2022 hade Rochessauve 484 invånare.

## Befolkningsutveckling
Antalet invånare i kommunen Rochessauve
Referens: INSEE